# Polylepis tarapacana
Polylepis tarapacana (en castellà: Queñoa) és una espècie d'arbre de la família rosàcia. Es troba a Bolívia, Xile, el Perú, i possiblement a l'Argentina. Està amenaçat per pèrdua d'hàbitat.

## Descripció
És un petit arbre o arbust d'1 a 3 m d'alçada que creix a altituds d'entre 4000 a 5200 m a la Puna. Creix en ambients semiàrids amb precipitacions anuals d'entre 250 i 500 litres i on les gelades es poden produir tot l'any.
És l'arbre que creix a més altitud del món, constituint el límit arbori a 5200 m d'altitud als vessants del volcà Sajama als Andes occidentals.

## Font
- World Conservation Monitoring Centre 1998. Polylepis tarapacana. Llista Vermella d'Espècies Amenaçades de la UICN 2006. Downloaded on 23 August 2007.